# Шетиргиз (село)
Шетиргиз (каз. Шетырғыз) — упразднённое село в Шалкарском районе Актюбинской области Казахстана. Входило в состав Шетиргизского сельского округа. Код КАТО — 156451300. Находилось на берегу одноимённой реки Шет-Иргиз. Исключено из учетных данных в 2013 году.

## Население
В 1999 году население села составляло 117 человек (61 мужчина и 56 женщин). По данным переписи 2009 года, в селе проживало 69 человек (41 мужчина и 28 женщин).